# Бејсужек Леви
Бејсужек Леви (рус. Бейсужёк Левый) руска је степска река која протиче јужним делом земље, преко територија њене Краснодарске покрајине. Лева је притока реке Бејсуг и део басена Азовског мора. Дужина водотока је 161 km, а површина сливног подручја 1.890 km².
Типична је степска река спорог тока и малог пада. Њено корито је вештачки регулисано и на много места претворено у мања језера чија вода се користи за навпедњавање пољопривредног земљишта и узгој рибе. Уз реку се целом дужином њеног тока налазе бројна насеља, а растојање између два насељена места нигде није веће од 2 km. најважнија насеља на њеним обалама су град Кореновск и станица Брјуховецкаја.